# De'Vondre Perry
De'Vondre Perry (Baltimore, 31 januari 1999) is een Amerikaans basketballer.

## Carrière
Perry speelde collegebasketbal voor Temple Owls van 2017 tot 2021. Hij speelde daarna een seizoen voor Albany Great Danes. In 2022 werd hij niet gekozen in de NBA draft en tekende zijn eerste profcontract in de Duitse tweede klasse bij de Artland Dragons. In de zomer van 2023 maakte hij de overstap naar de Belgische eersteklasser Kortrijk Spurs.
In mei en juni 2025 speelde hij voor het Dominicaanse Reales de La Vega nadat hij eind april 2025 bij hen tekende.